# Giovanni di Cosimo de’ Medici

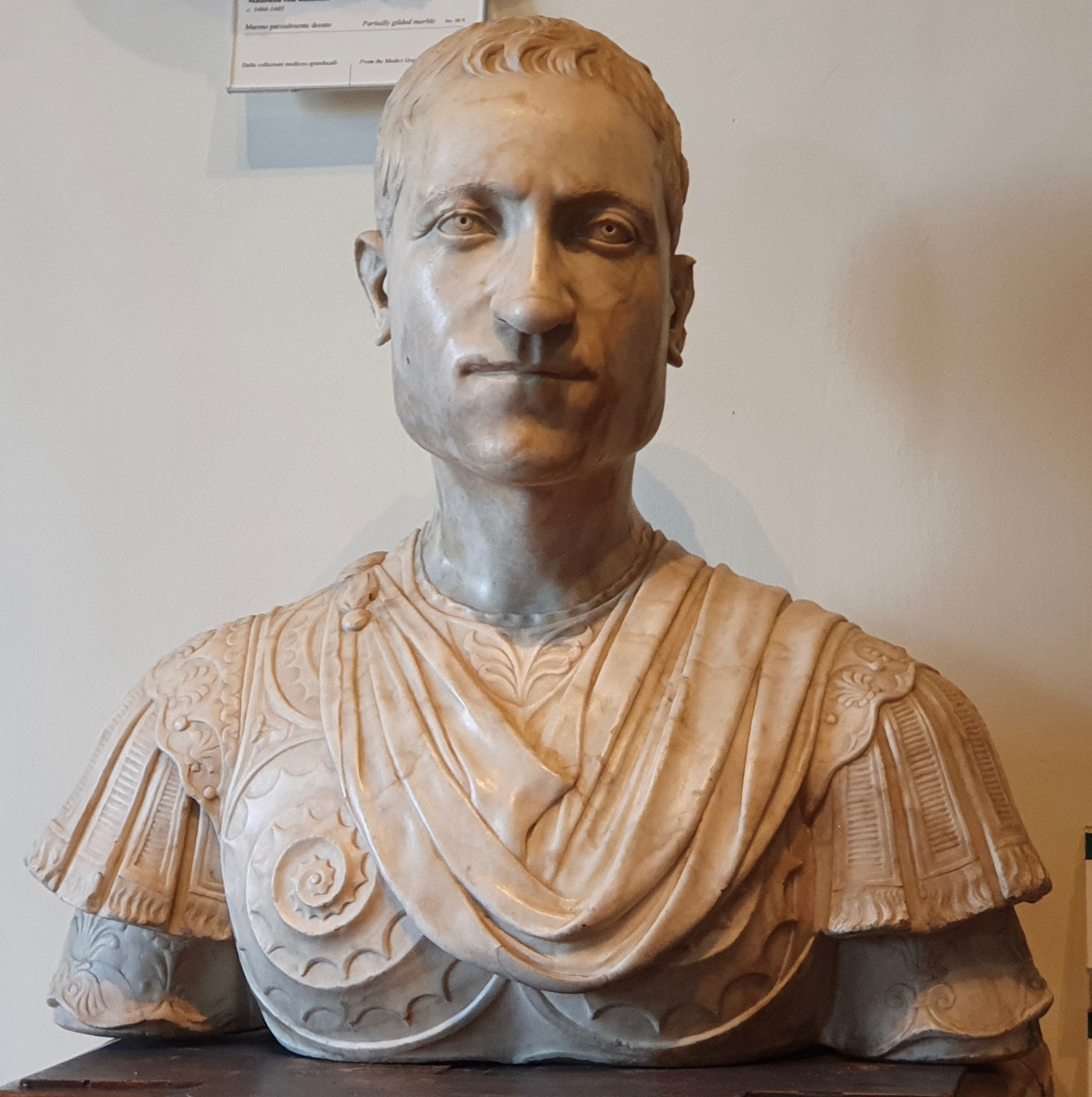
Mino da Fiesole, Giovanni di Cosimo de’ Medici im Museo nazionale del Bargello.

Giovanni di Cosimo de’ Medici (* 3. Juli 1421; † 23. September 1463) war der jüngere Sohn von Cosimo de’ Medici; er heiratete am 20. Januar 1453 Maria Ginevra degli Alessandri, Tochter des Niccolò, mit der er einen Sohn, Cosimo (1452–1461), hatte.
Giovanni sollte nach dem Willen seines Vaters das Erbe fortführen, starb jedoch bereits vor ihm, sodass die Nachfolge dem kränklichen Piero di Cosimo de’ Medici, genannt il Gottoso („der Gichtige“), zufiel.